# 小行星3513
小行星3513（英語：3513 Quqinyue）是一颗围绕太阳公转的小行星。1965年10月16日，紫金山天文台在南京发现了此天体。
这颗小行星的绝对星等为359.25854等。